# Col de la Forclaz (Queige)
Pour les articles homonymes, voir Col de la Forclaz.
Le col de la Forclaz est un col situé dans les Alpes, dans le massif du Beaufortain, dans le département français de la Savoie en région Auvergne-Rhône-Alpes.

## Géographie
Le col de la Forclaz s’élève à 870 mètres d'altitude, il sépare le mont Cornillon au sud-ouest du reste du massif et notamment du signal de Bisanne au nord-est en reliant le val d'Arly entre Ugine et Albertville au nord-ouest à la vallée du Doron de Beaufort au sud-est. Il est intégralement situé sur le territoire communal de Queige, la limite communale avec Ugine et Marthod passant à 450 mètres au nord-est, sur le bord de l'ensellement au-dessus du val d'Arly.
Le col est emprunté par la route départementale 67.

## Cyclisme
Le col est emprunté par la 19e étape du Tour de France 2016 reliant Albertville à Saint-Gervais-les-Bains. Il est classé en 2e catégorie et est franchi en tête par le Belge Thomas De Gendt.

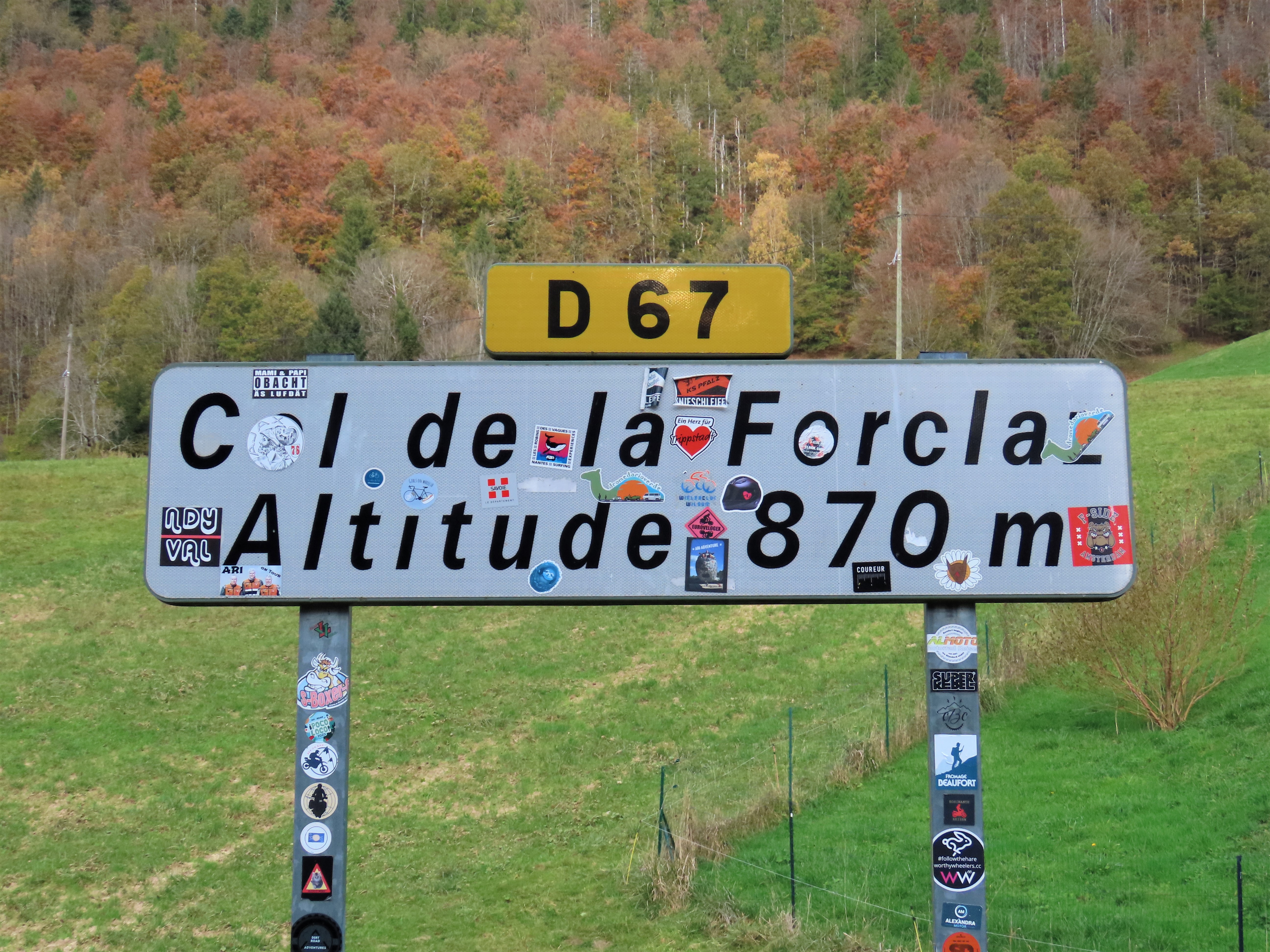
Panneau routier au col.